# Cheironitis imitator
Cheironitis imitator là một loài bọ cánh cứng trong họ Bọ hung (Scarabaeidae).